# Fahrenheit 9/11
Fahrenheit 9/11 är en amerikansk dokumentärfilm från 2004, skriven och regisserad av filmskaparen och aktivisten Michael Moore. Moore genomför i filmen en kritisk granskning av framför allt George W. Bushs första mandatperiod som USA:s president och det av Bush-administrationen inledda "kriget mot terrorismen" efter 11 september-attackerna år 2001.
Titeln anspelar på dels Ray Bradburys dystopiska science fiction-roman Fahrenheit 451 från 1953 (och François Truffauts film med samma namn från 1966), och dels på 11 september-attackerna, som på engelska förkortas 9/11 ("nine eleven", September 11).
Filmen belönades med Guldpalmen vid filmfestivalen i Cannes 2004. Filmen är den högst inkomstbringande dokumentärfilmen någonsin. 

## Handling
Fahrenheit 9/11 är en kritisk granskning av Bush-administrationen och dess politik. Moore undersöker bland annat hur Bush kom till makten och hans agerande efter 11 september-attackerna. Han framför bland annat kopplingar mellan Bush och Saudiarabiens finansfamiljer, däribland släkten bin Ladin.

## Uppkomst och distribution
Fahrenheit 9/11 var Michael Moores sjätte film som regissör/producent. Moore hade redan skapat uppståndelse med sin film om USA:s kultur av rädsla och vapen med filmen Bowling for Columbine (2002) samt sin debutfilm Roger och jag (1989) om problemen med stora företag. Filmskaparen gav sig nu in på vad som skulle bli hans största film någonsin.
Idén till filmen väcktes hos Moore efter att han och hans fru varit tvungna att köra cirka 4 800 km tvärs över landet efter att ha strandsatts (på grund av flygförbud) i Los Angeles under 11 september-attackerna, deras dotter var nämligen kvar i New York. Moore berättar i en intervju med tidningen Filmink att han några veckor senare läste en artikel om medlemmar i Bin Ladin-familjen, som bor i USA, och hur Vita huset bistod med privat jetplan för dem att flyga runt landet med. "It just pissed me off that I had to drive 3,000 miles, while the Bin Ladens had a private chartered jet!" berättar Moore för tidningen. Moore sa även i samma intervju att hans mål med filmen var att se till så att den dåvarande presidenten George W. Bush inte blev omvald. "I have to rally the American people to the polls, to make sure that Bush does not return. That is my mission. I shall not fail!" 
Distributionen för Fahrenheit 9/11 kantades av problem. Till en början var den tänkt att distribueras av Mel Gibsons produktionsbolag Icon Productions, som dock tackade nej. Moore gick istället till Harvey Weinstein, vd för Miramax, ett Disneyägt bolag. Miramax skaffade rättigheterna till filmen men i maj 2003 lade Disneys koncernchef Michael Eisner in sitt veto mot filmen, vilket hindrade Weinstein och Miramax från att distribuera filmen. Vid det här laget hade redan Miramax gett Moore sex miljoner dollar för att skapa filmen. Pengarna räckte gott och väl för Moore, som fick tag på majoriteten av klipp från TV och film via bibliotek.
Den 5 maj 2004 skrev The New York Times artikeln "Disney Is Blocking Distribution of Film That Criticizes Bush". I artikeln får representanter för både Miramax och Disney komma till tals angående dispyten. Artikeln innehåller bland annat anklagelser om att Michael Eisner ska ha uttryckt oro för att filmen kunde komma att påverka skattelättnader som Disney får för sina hotell/nöjesparker i Florida där George W. Bushs bror Jeb Bush då var delstatens guvernör. Moore kritiserar även Disneys beslut med orden "At some point the question has to be asked, 'Should this be happening in a free and open society where the monied interests essentially call the shots regarding the information that the public is allowed to see?'" Eisner försvarade beslutet vid en presskonferens den 2 juni 2004 med argumentet att det är en grundläggande policy för Disney att hålla sig utanför politiska dispyter och att beslutet var det bästa möjliga för Disney och dess aktieägare. 
Efter att ha vunnit Guldpalmen vid filmfestivalen i Cannes var utsikterna goda för filmen, trots dess brist på en distributör. Filmen var nu för stor för att Disney skulle släppa rättigheterna (som fortfarande ägdes av Miramax) men kunde inte riskera den negativa PR som kunde resultera i att distribuera filmen. Lösningen blev en komplicerad modell som skulle tillåta Disney och Miramax att tjäna på distributionen av filmen, men som utåt skulle se ut som att externa företag stod för distributionen. I slutändan stod Lions Gate Films, IFC Films och Alliance Atlantis Vivafilms för distributionen till biograferna, men Disney drog in 78 miljoner dollar och tjänade 48 miljoner på filmens distribution.

## Kontroverser
Filmen anklagades vid release för att vara faktuellt fel, vinklad och ensidig av motståndare men hyllades av andra för dess kritik mot Bush-administrationens agerande efter 11 september-attackerna. Gruppen "Move America Forward" uppmanade folk att demonstrera utanför ställen som skulle visa filmen. 

### Kritik mot filmens innehåll
Journalisten Christopher Hitchens kritiserade filmen och ansåg att den innehöll osanningar och var vinklad. I artikeln "Unfarhenheit 9/11" beskriver Hitchens filmen som "a sinister exercise in moral frivolity, crudely disguised as an exercise in seriousness."  David Edelstein skrev i en artikel på slate.com att filmen är orättvis och skandalös men menar att i kontexten filmen existerar i och vad den försöker säga är det okej. "Fahrenheit 9/11 is not a documentary for the ages, it is an act of counterpropaganda that has a boorish, bullying force. It is, all in all, a legitimate abuse of power."  I en debatt mellan Christopher Hitchens och författaren George Monbiot menar Monbiot att filmen hyllas, inte för att den är en briljant bit av journalismen, utan för att den innehåller videomaterial som inte går att få tag på någon annanstans. Monbiot menar också att kritiken som tas upp i filmen angående den amerikanska militärens fokus på att rekrytera "svarta tonåringar" är en stark och viktig kritik. 
Filmens produktionsanställda har sagt att på Moores order har de inte tagit några chanser med fakta och har dubbelkollat allt. Moore anlitade även externa faktagranskare när filmen skapats för att sätta upp ett försvar för eventuella rättstvister.
Moore själv har satt upp en webbsida där man kan läsa fakta som backar upp påståenden i filmen. 

### Namntvist med Ray Bradbury
Moore har också kritiserats av Ray Bradbury, författaren till Fahrenheit 451, som anser att Moore plagierat hans titel utan att fråga om lov. I en intervju med Dagens Nyheter sa Bradbury bland annat: "Michael Moore är en korkad skitstövel, det är vad jag tycker om saken. Han stal min titel och bytte ut siffrorna utan att någonsin fråga mig om lov." Bradbury tillade att han försökt diskutera saken med Moore, men att regissören undvikit honom.

## Kritiskt mottagande
Filmen togs emot med mestadels positiva reaktioner från recensenter. På sidan Rotten Tomatoes, som samlar recensioner och ger filmen en representativ siffra, har filmen 83 % (vilket enligt Rotten Tomatoes regler betyder att 83 % av recensionerna de samlat in har varit positiva sådana). Sidan har även skrivit en kritisk konsensus baserad på recensionerna (denna konsensus bör alltid tas med en nypa salt) som lyder: "Extremely one-sided in its indictment of the Bush administration, but worth watching for the humor and the debates it'll stir."
Owen Glieberman från Entertainment Weekly beskrev filmen på följande sätt. "As analysis, the movie is a smash-and-grab polemic, but it’s highly resonant Bush-bashing, since the President does most of the work for it."  Thomas Peyser skriver att filmen "doesn’t offer a comprehensive diagnosis. But it’s a slickly-realized, powerfully disconcerting symptom of this decade, registering rage and longing for the kind of clarity that has become increasingly elusive in our national affairs."  Mike La Salle skriver i San Francisco Chronicle att det är Moores bästa film hittills  Paul Clinton på CNN skriver "It's an accomplished documentary with an extremely powerful message." 